# Selena Gomez & the Scene
Selena Gomez & The Scene (oftast skrivet som Selena Gomez ♥ the Scene) var en amerikansk popgrupp som bildades i Hollywood 2008. Gruppen bildades av sångerskan Selena Gomez och bestod förutom av henne även av Ethan Roberts (gitarr), Joey Clement (bas), Greg Garman (trummor) och Dane Forrest (keyboards). De tillkännagav gruppens uppbrott på sin officiella webbplats 2012. 
Bandet släppte tre studioalbum mellan 2009 och 2011. Debutalbumet Kiss & Tell släpptes den 29 september 2009. Det andra albumet, A Year Without Rain släpptes den 17 september 2010. Det tredje albumet, When the Sun Goes Down släpptes 28 juni 2011.

## Historia

### Grundande ochKiss & Tell(2008–2010)
Vid en intervju med Jocelyn Vena från MTV i augusti 2008, berättade Selena Gomez om sin framtida musikkarriär: "Jag ska vara med i ett band. Jag ska inte vara soloartist… Jag vill inte ha mitt namn kopplat till det. Jag ska sjunga…" Gomez tillkännagav senare på Twitter att bandet skulle heta The Scene. Det var en ironisk släng åt dem som kallat henne en "wannabe scene." Gomez har även uppgett att namnet, som från början skulle vara bara The Scene, senare blev Selena Gomez & The Scene på grund av problem med Hollywood Records. Därav kallas bandet ibland felaktigt bara Selena Gomez. 
Gruppen släppte sitt debutalbum, Kiss & Tell den 29 september 2009. Albumet placerades som #9 på Billboard 200 i USA med en försäljning på cirka 66 000 exemplar under den första försäljningsveckan. Gomez har sagt i flera intervjuer (bland annat en med Z100 New York) att bandet bildades efter en lång och påfrestande process av provspelningar. Hon sade att det var värt det eftersom hon fick ett bra band. Dock lämnade Nick Foxer bandet av okänd anledning kort efter att ha blivit antagen, men ersattes av Dane Forrest.
På bandets första album Kiss & Tell jobbade Gomez med olika låtskrivare och producenter, bland andra Gina Schock från the Go-Go's. Musikaliskt är albumet en kombination av olika stilar som rock och element av dance. Den 5 mars 2010 hade skivan enligt RIAA sålt guld med cirka 500 000 exemplar i USA.
Gomez bekräftade att hon var med och skrev en av låtarna på albumet, sången "I Won't Apologize". Den första singeln från albumet, "Falling Down" släpptes den 21 augusti 2009. Musikvideon hade premiär efter världspremiären av Gomez' TV-film Wizards of Waverly Place: The Movie, den 18 augusti 2009. Den kom som högst som #82 på Billboard Hot 100 och som #69 på Canadian Hot 100. Den andra singeln från albumet, "Naturally" släpptes den 11 december 2009 tillsammans med en musikvideo för digital nedladdning. Musikvideon spelades in den 14 november 2009 och hade premiär på Disney Channel samma dag som den släpptes digitalt. Singeln kom direkt 39:a och kom senare som nr 29 på Billboard Hot 100 och som nr 18 på Canadian Hot 100. Det är bandets största hit hittills och första topp 40 hit, samt första etta på Billboard Hot Dance/Club Songs. "Naturally" hade sin högsta placering i Ungern med en topplacering som nr 4 på landets singellista, vilket gjorde låten till bandets första Topp Fem hit. Den 15 juli 2010 hade singeln sålt platina med en försäljning av cirka en miljon exemplar endast i USA.
Bandet marknadsförde albumet med en konsertturné, Selena Gomez & the Scene: Live in Concert. Gomez och resten av bandet uppträdde även i olika TV-shower och vid speciella evenemang, till exempel den nionde säsongen av Dancing with the Stars, Ellen DeGeneres Show, Late Night with Jimmy Fallon, Dick Clark's New Year's Rockin' Eve with Ryan Seacrest och andra shower. 
Selena Gomez & the Scene var med på samlingsalbumet Disney's All Wrapped Up Vol. 2. EP:n innehöll bland annat bandets cover på jullåten "Winter Wonderland" , samt fler jullåtar som andra populära band och artister gjort en cover på. Deras singel "Falling Down" fanns med på samlingsalbumet Radio Disney Jams, Vol. 12, tillsammans med låtar av andra populära artister. Det släpptes officiellt den 30 mars 2010.

### A Year Without Rainoch A Year Without Rain Tour (2010–2011)

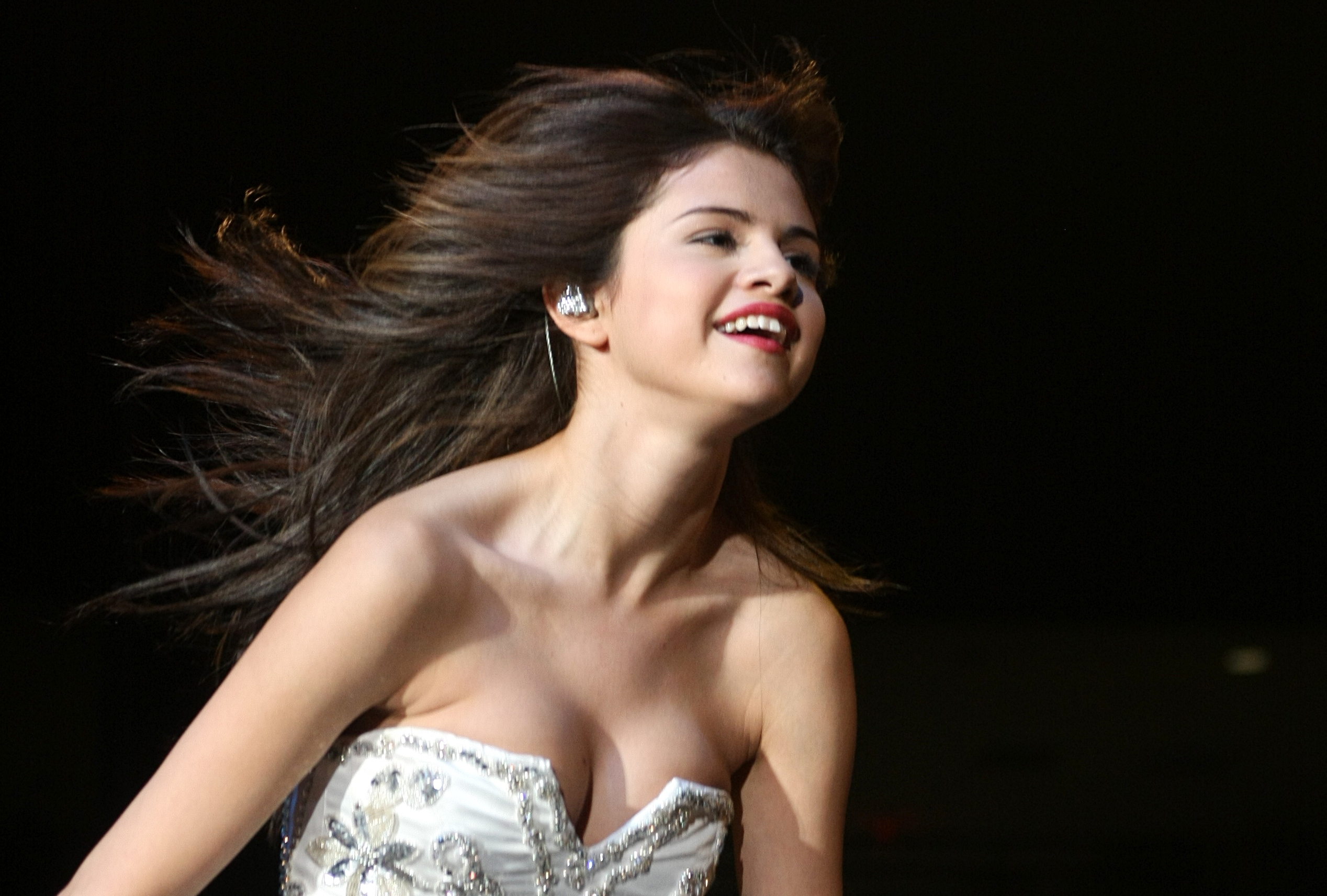
Selena Gomez framträder vid KISS 108 Jingle Ball i december 2010.

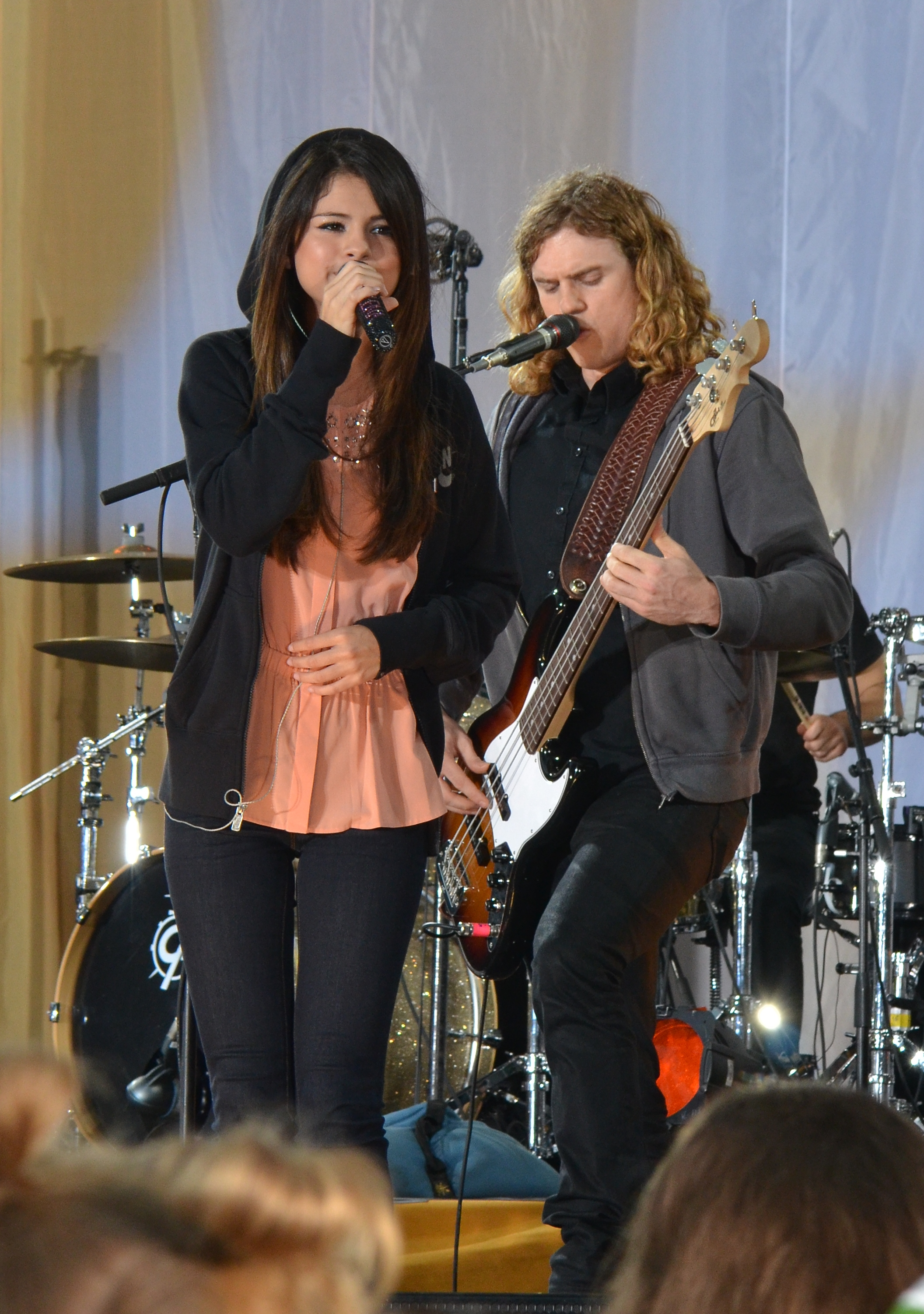
Selena Gomez & the Scene vid sitt framträdande i GMA 2011.

Bandets andra studioalbum, A Year Without Rain släpptes den 17 september 2010. Albumet placerades som #4 på Billboard 200 med en försäljning om cirka 66 000 exemplar, vilket precis nådde över försäljningsantalet för debutalbumet Kiss & Tell. Albumet innehöll flera spår av danspop/electronica-stilar, såsom deras tidigare hit "Naturally". Selena förklarade, "Vi ville göra någonting lite roligare. Vi ville ha en liten vibb av techno." Gomez sa i en annan intervju att albumet skulle innehålla låtar som inte kom med på första albumet och att resten av bandet skulle vara mer inkluderade på albumet. I en intervju med MTV sa Gomez, "Jag är riktigt stolt över det här albumet, det är väldigt annorlunda och visar hur vi har växt lite musikaliskt… Låttexterna är också mycket mer kraftfulla tycker jag."
Albumets första singel, "Round & Round", premiärspelades den 18 juni 2010. Sångens musikvideo, som filmades i Budapest, hade premiär två dagar senare. Själva singeln släpptes den 22 juni 2010. Den placerades som #24 på Billboard Hot 100, och som #76 på Canadian Hot 100. Den placerades även som #15 på Billboard's Digital Songs chart och som #47 i Storbritannien. Albumets andra singel, "A Year Without Rain" släpptes den 7 september 2010. Musikvideon hade premiär den 3 september 2010, efter världspremiären av Camp Rock 2: The Final Jam. Selena Gomez & the Scene har framfört "Round & Round" live i America's Got Talent, Blue Peter, Daybreak och MTV's The Seven. Den 27 oktober gjorde bandet ett akustiskt välgörenhetsframträdande för (Unicef). De var även en del av Jingle Ball-turnén under december 2010.
Under 2011 åkte bandet ut på sin första riktiga turné, A Year Without Rain Tour. Samma år uppträdde bandet och vann "Favorite Breakout Artist" vid People's Choice Awards, där de vann över bland andra Justin Bieber och Kesha.
I januari 2011 hade A Year Without Rain certifierats som guld efter en försäljning på över 500 000 exemplar, vilket utgjorde det till deras andra guld-certifierade album.

### When the Sun Goes Down(2011–2012)
Den 15 februari 2011 avslöjades det att ett nytt album skulle komma ut den 28 juni 2011 och att en ny singel skulle släppas i mars. Selena Gomez bekräftade vid ett senare tillfälle att det tredje albumets första singel hade titeln "Who Says". Singeln hade premiär i On Air with Ryan Seacrest den 8 mars och låtens musikvideo hade premiär den 11 mars på Disney Channel. I en intervju med MTV pratade Gomez om det tredje albumet: "Det finns en låt kallad 'Hit the Lights' som jag älskar, och som helt enkelt handlar om varje missad chans som du haft eftersom du varit nervös eller rädd. Det är även en danslåt. Det finns mycket mer djup i det här albumet…" I intervjun avslöjade även Gomez att sångerskan Pixie Lott skrivit en av låtarna. Den 19 maj 2011 bekräftade Gomez på Facebook att det tredje albumets titel är When the Sun Goes Down och gav även fansen en förhandstitt på albumets omslag. Albumet var innan egentligen tänkt att gå under titeln Otherside. Bandets andra singel "Love You Like a Love Song" släpptes den 21 juni 2011 och certifierades som guld i USA av RIAA. Bandets tredje singel från albumet var "Hit the Lights". 
I juli 2011 gav sig bandet ut på sin tredje turné, We Own the Night Tour, som besökte över 50 städer i Nordamerika under 2011 och fortsatte med konserter i Sydamerika i januari och februari 2012. Turnén avslutades den 11 februari 2012 i Montevideo i Uruguay.
I augusti 2011 vann bandet tre Teen Choice Award.

## Bandmedlemmar
- Selena Gomez – sång (2009–2012)
- Greg Garman – trummor[19] (2009–2012)
- Joey Clement – bas, bakgrundssång[20] (2009–2012)
- Drew Taubenfeld – gitarr (2012)
- Dane Forrest – keyboard, bakgrundssång (2009–2012)

Tidigare
- Nick Foxer – keyboard, bakgrundssång[21] (2008–2009)
- Ethan Roberts – gitarr, bakgrundssång[22] (2009–2012)

Turné
- Katelyn Clampett – bakgrundssång (2011–2012)
- Lindsey Harper – bakgrundssång (2010–2012)
- Ashleigh Haney – bakgrundssång (2011)
- Christina Grimmie – bakgrundssång (2010–2011)

## Diskografi
Studioalbum
- Kiss & Tell (2009)
- A Year Without Rain (2010)
- When the Sun Goes Down (2011)

## Turnéer
- 2009–2010: Selena Gomez & the Scene: Live in Concert
- 2011: A Year Without Rain Tour
- 2011: We Own the Night Tour

## Priser och nomineringar
| År   | Pris                    | Kategori                                              | Arbete                    | Resultat  |
| ---- | ----------------------- | ----------------------------------------------------- | ------------------------- | --------- |
| 2010 | Teen Choice Awards      | Choice Music: Group                                   | Selena Gomez & the Scene  | Vann      |
| 2010 | Teen Choice Awards      | Choice Music: Breakout Artist – Female                | Selena Gomez & the Scene  | Vann      |
| 2010 | MTV Europe Music Awards | Best Push Act                                         | Selena Gomez & the Scene  | Nominerad |
| 2011 | People's Choice Awards  | Favorite Breakout Artist                              | Selena Gomez & the Scene  | Vann      |
| 2011 | Kids Choice Awards      | Favorite Female Singer                                | Selena Gomez              | Nominerad |
| 2011 | MuchMusic Video Awards  | People's Choice: Favourite International Video        | A Year Without Rain       | Nominerad |
| 2011 | MuchMusic Video Awards  | MuchMusic.com Most Watched Music Video Of The Year    | A Year Without Rain       | Nominerad |
| 2011 | MuchMusic Video Awards  | People's Choice: Favourite International Video Artist | A Year Without Rain       | Nominerad |
| 2011 | Teen Choice Awards      | Choice Music: Group                                   | Selena Gomez & the Scene  | Vann      |
| 2011 | Teen Choice Awards      | Choice Music: Single                                  | Who Says                  | Vann      |
| 2011 | Teen Choice Awards      | Choice Music: Love Song                               | Love You Like a Love Song | Vann      |
| 2011 | MTV Europe Music Awards | Biggest Fans                                          | Selena Gomez & the Scene  | Nominerad |